# Усть-Таловська селищна адміністрація
Усть-Та́ловська селищна адміністрація (каз. Усть-Таловка кенттік әкімдігі, рос. Усть-Таловская поселковая администрация) — адміністративна одиниця у складі Шемонаїхинського району Східноказахстанської області Казахстану. Адміністративний центр — селище Усть-Таловка.
Населення — 5730 осіб (2021; 6391 у 2009, 6933 у 1999, 7077 у 1989).
Станом на 1989 рік існували Усть-Таловська селищна рада (смт Усть-Таловка, село Половинка), село Березовка перебувало у складі Шемонаїхинської міськради, село Зарічне — Вавілонської сільради. 1998 року до складу адміністрації увійшли села Березовка зі складу Шемонаїхинської міської адміністрації та село Зарічне зі складу Вавілонського сільського округу.

## Склад
До складу округу входять такі населені пункти:
| Населений пункт      | Старі назви | Населення, осіб (1989) | Населення, осіб (1999) | Населення, осіб (2009) | Населення, осіб (2021) |
| -------------------- | ----------- | ---------------------- | ---------------------- | ---------------------- | ---------------------- |
| Березовка, село      | -           | 360                    | 360                    | 352                    | 299                    |
| Зарічне, село        | -           | 267                    | 345                    | 87                     | 34                     |
| Половинка, село      | -           | 201                    | 147                    | 181                    | 641                    |
| Усть-Таловка, селище | -           | 6249                   | 6081                   | 5771                   | 4756                   |